# Дотична індикатриса кривої
Дотична індикатриса — сферична крива, що будується за даною гладкою регулярною кривою. Ця конструкція використовується в доведеннях теорем про варіації повороту, зокрема теореми Фенхеля і теореми Фарі — Мілнора.

## Побудова
Індикатриса гладкої регулярної кривої {\displaystyle \gamma } є крива {\displaystyle \tau ={\tfrac {\gamma '}{|\gamma '|}}}.

## Властивості
- Варіація повороту кривої гладкої регулярної кривої дорівнює довжині її дотичної індикатриси.